# Большой совиный козодой
Большой совиный козодой, или рыжий совиный лягушкорот (лат. Aegotheles insignis), — вид птиц из семейства совиных козодоев. Обитает в горных районах на юго-востоке и востоке острова Новая Гвинея. Питается насекомыми.
Вид был описан итальянским орнитологом Томмазо Сальвадори в 1876 году. Вместе с другими крупными совиными козодоями некоторыми учёными выделяется в отдельный род Euaegotheles. Считается сестринским по отношению к Aegotheles tatei, обитающему в равнинных районах Новой Гвинеи, и долгое время рассматривавшемуся как подвид большого совиного козодоя.

## Описание
С длиной тела 28—30 см и массой 59—85 г большой совиный козодой, вероятно, является самым крупным представителем семейства. Оперение птиц окрашено в основном в коричневый и тёмно-рыжий цвета, в верхней части и на голове наблюдается несколько белых пятен-маркеров. Горло светлое, на груди и на брюхе яркие белые пятна. Хвост длинный, рулевые перья прямые, со слегка заострёнными кончиками, центральная пара перьев уже остальных. Широкий клюв сильнее, чем у других совиных козодоев, с тёмно-коричневым надклювьем и светлым подклювьем. Над ушами удлинённые перья, вибриссы на лице чёрные, на белом основании. Половой диморфизм отсутствует. Цвет радужки глаза в зависимости от возраста имеет разные оттенки коричневого (у молодых особей радужка светлее) и сочетается с цветом оперения. Американский орнитолог Тэйн Пратт (Thane K. Pratt) отметил, что у молодых птиц более крупные белые пятна-маркеры, вибриссы на лице длиннее, чем у взрослых. Хвост также длиннее, не все рулевые перья сменяются после первой линьки.
Размеры птиц увеличиваются в зависимости от мест обитания с запада на восток острова. Многие учёные выделяют две ярко выраженные цветовые морфы: коричневую и рыжую, присущие как самцам, так и самкам. Возможно, данный полиморфизм не является истинным, так как встречаются особи с промежуточной окраской. Пратт полагает, что цвет является возрастным признаком, рыжее оперение со временем меняется на более тёмное.
Как и остальные представители семейства, большие совиные козодои ведут преимущественно ночной образ жизни. Днём птицы прячутся в дуплах деревьев, кучах опавших листьев и клубках лозы. Вход в дупло может быть на высоте до 20 м, а диаметр входа составляет 9—10 см. О вокализации больших совиных козодоев известно очень мало. Было зафиксировано несколько звуковых сигналов: серия восходящих «owrr», слегка напоминающая трель, одиночный или повторяющийся «kee», а также «foh… foh».

## Распространение
Большие совиные козодои обитают в горах в юго-восточной и восточной частях острова Новая Гвинея на территории таких стран, как Индонезия и Папуа — Новая Гвинея. Площадь ареала составляет около 637 тысяч км² и включает полуостров Чендравасих, горы Бивани и Аделберт, полуостров Хуон и хребет Оуэн-Стэнли. Высота над уровнем моря варьирует от 1150 до 2800 м, может достигать 3000 м. Преимущественной средой обитания являются девственные горные леса, также встречается во вторичных лесах, на берегах рек и на опушках леса. По всей видимости ведёт оседлый образ жизни.
Международный союз охраны природы относит большого совиного козодоя к видам, вызывающим наименьшие опасения. Птицы широко распространены в некоторых регионах Новой Гвинеи, в том числе в малодоступных горных районах. Их часто отмечают в регионе Куррам.

## Питание
Особенности охоты и питания больших совиных козодоев не описаны, но содержимое кишечника говорит о том, что рацион включает насекомых, в частности жуков.

## Размножение
Птиц, готовых к размножению, обнаруживали в апреле, мае, августе и сентябре, более точная информация о сезоне размножения отсутствует. Предположительно птицы откладывают яйца в дуплах деревьев, но ни гнёзда, ни яйца до сих пор не были описаны.
Внешний вид птенцов практически неизвестен. Молодые птицы рыжей морфы были обнаружены в ноябре.

## Систематика
Большой совиный козодой был впервые описан итальянским орнитологом Томмазо Сальвадори (1835—1923) в 1876 году (в некоторых источниках указан 1875 год) на основе экземпляра, полученного в горах Арфак полуострова Чендравасих. Наряду с другими крупными совиными козодоями — Aegotheles tatei и молуккским совиным козодоем (Aegotheles crinifrons) — относится к группе «наименее развитых» видов. Для них характерен широкий и довольно сильный клюв, схожий рыжий цвет оперения, особенно на лопатках и в нижней части тела, прямые хвостовые перья со слегка заострёнными кончиками и удлинённые перья над ушами. Некоторые учёные выделяют их в отдельный род Euaegotheles. Вместе с тем, американский орнитолог Сторрс Лавджой Олсон отмечал, что большой и молуккский совиный козодои не показывают близкого родства.
Aegotheles tatei, обитающий на равнинах Новой Гвинеи, несмотря на разницу в размерах и другие морфологические различия, является сестринским по отношению к данному таксону, ранее их объединяли в один вид. При этом канадский орнитолог Остин Лумер Рэнд (1905—1982), описавший Aegotheles insignis tatei в 1941 году, отметил, что птицы существенно отличаются от выделяемых на тот момент остальных двух подвидов большого совиного козодоя. Разделение произошло на основе исследований Пратта, опубликованных в 2000 году и поддерживаемых большинством современных учёных. Некоторые учёные предлагают выделение этих двух видов в отдельный род.
Выделение птиц юго-восточной части Новой Гвинеи, в частности в бассейне реки Ароа, в отдельный подвид Aegotheles insignis pulcher не поддерживается, поэтому считается, что вид на подвиды не делится.